# 六神丸

廣貫堂本社社屋屋上の六神丸看板（富山市梅沢町）

六神丸（ろくしんがん）は、動物性の生薬を中心に配合された民間薬処方の一つである。

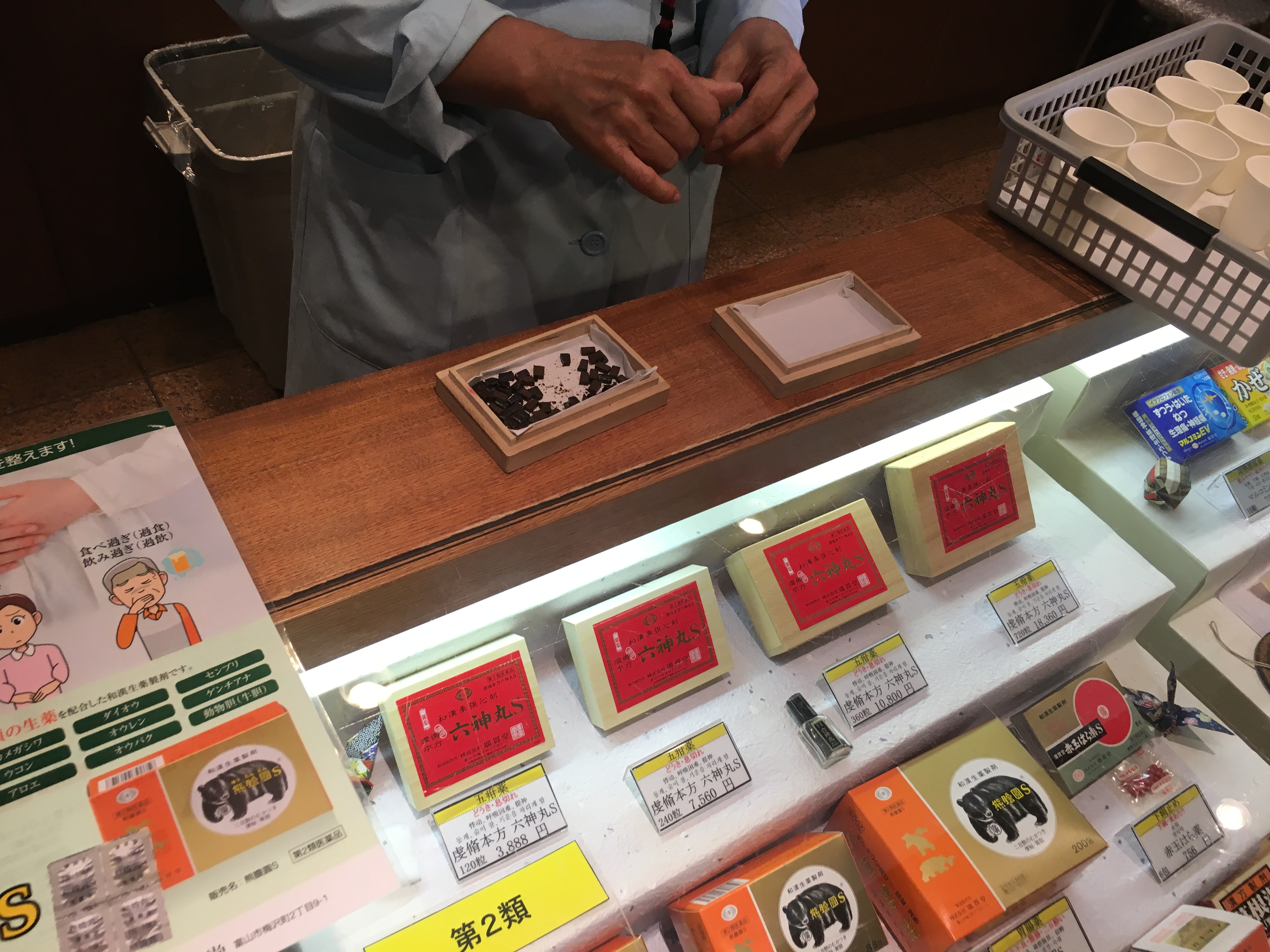
廣貫堂資料館での販売の様子。木箱に赤いラベルを貼ったパッケージの傍に、黒い小さな丸薬が小さなガラス瓶に詰められ収められている様子が見える。

## 概要
成分は麝香、牛黄（牛の胆石）、熊胆（月の輪熊の胆嚢）、人参（オタネニンジン）、真珠、蟾酥（せんそ）で、六神丸の名前はこの6つの神薬（高価で貴重な薬）でできていることに由来との説のほか、中国の四神（青竜、白虎、朱雀、玄武）に勾陳（こうちん）と騰蛇（とうしゃ）を加えた六神から由来するという説、五臓六腑の五臓（肝臓、心臓、脾臓、肺臓、腎臓）に心包を合わせた六臓に効果があるという考え方に由来するという説がある。
京都の呉服商だった亀田利三郎（かめだりさぶろう）という人が、商用で清国に渡ったとき体をこわし、この薬を飲んだところ大変効いたので、それを輸入して日本に広めたが、明治になってからこの輸入薬にヒ素が入っていたために販売禁止になり、1899年頃にいまの処方にしたという。
一粒が6mgくらいの小さな丸薬で、口に含むと麝香に由来する強いブーケと、牛黄などのかなり刺激的なえぐみがある。
めまい、息切れ、心臓病などに効くとされている。
かなり人気のある薬方で、元祖の亀田利三郎薬舗のほか、多くの製薬会社が生産・販売しているが、処方は少しずつ違っているようである。
救心製薬の主力製品「救心」の原点となったのも、この六神丸である。当初は「ホリ六神丸」として売られていた（現在も発売中だが、救心がメインのためサブ的な扱いとなっている）。
ちなみに、六神丸が6種類の生薬を使用しているのに対し、救心は8種類の生薬が使われている。